# Monte Faron
Il monte Faron (Mont Faron in francese) è un'altura calcarea di 584 metri che sovrasta la città francese di Tolone, nel dipartimento del Varo.

## Descrizione
La cima può essere raggiunta sia con una funivia da Tolone, sia con una strada ripida e stretta che sale dal lato ovest e scende sul lato est. La strada è una delle tappe più impegnative di alcune corse ciclistiche come la Parigi-Nizza e La Méditerranéenne.
Sulla sua vetta è stato costruito 1964 un memoriale dedicato allo sbarco alleato in Provenza e alla liberazione di Tolone.